# Rudolph Maté
Rudolph Maté, auch Rudy Maté, geboren als Rudolf Mayer, (* 21. Jänner 1898 in Krakau, Österreich-Ungarn; † 27. Oktober 1964 in Beverly Hills, Kalifornien, USA) war ein österreichischer Kameramann und Filmregisseur, der nach seiner Emigration die US-amerikanische Staatsbürgerschaft annahm.

## Leben
Rudolph Maté wurde 1898 in Krakau geboren. Nach seinem Abschluss an der Universität von Budapest stieg er mit Hilfe des ungarischen Produzenten und Regisseurs Alexander Korda ins Filmgeschäft ein. Zunächst arbeitete er in Ungarn für Korda als Kameraassistent. Später war er in ganz Europa tätig, so z. B. in England an der Seite des namhaften Kameramanns Karl Freund. In Frankreich erfolgte schließlich Matés großer Durchbruch, als er 1928 Probeaufnahmen für den Regisseur und Drehbuchautor Carl Theodor Dreyer machte. Dieser war von der Arbeit des jungen Mannes derart begeistert, dass er ihm den Posten des Chefkameramanns für seinen Film Die Passion der Jungfrau von Orléans (La passion de Jeanne d’Arc) übergab. Es folgten weitere Anstellungen unter etablierten Regisseuren wie Fritz Lang und René Clair. Daraufhin stand Maté auch die Tür zu Hollywood offen. Dort gehörte er schon bald zu den renommiertesten Kameramännern und wurde für insgesamt fünf Oscars in fünf aufeinanderfolgenden Jahren nominiert, u. a. für Alfred Hitchcocks Der Auslandskorrespondent (Foreign Correspondent, 1940) und Kordas Lord Nelsons letzte Liebe (That Hamilton Woman, 1941). Er ging jedoch stets leer aus.
Ende der 1940er Jahre wechselte Maté ins Regiefach und drehte mit zumeist schmalen Budgets mehr als zwei Dutzend Filme, darunter den Noir-Klassiker Opfer der Unterwelt (D.O.A., 1950) und den Science-Fiction-Film Der jüngste Tag (When Worlds Collide).
Matés Regiearbeiten sieht man zumeist an, dass er von Haus aus eigentlich Kameramann war. So zeichnet sich seine Fotografie oftmals durch Bilder mit hoher Schärfentiefe und übermäßig dominanten Vordergrundobjekten aus, wie beispielsweise in Rauhe Gesellen (The Violent Men) aus dem Jahr 1955.
Rudolph Maté starb am 27. Oktober 1964 im Alter von 66 Jahren an einem Herzinfarkt.

## Filmografie (Auswahl)

### Kamera
- 1923: Der Kaufmann von Venedig
- 1924: Michael
- 1925: Pietro, der Korsar
- 1927: Unter Ausschluß der Öffentlichkeit
- 1927: Die Hochstaplerin
- 1928: Die Passion der Jungfrau von Orléans (La Passion de Jeanne d’Arc)
- 1932: Vampyr – Der Traum des Allan Grey
- 1933: König Pausole
- 1934: Liliom
- 1934: Der letzte Milliardär (Le Dernier milliardaire)
- 1935: Das Schiff des Satans (Dante’s Inferno)
- 1935: Metropolitan
- 1936: Charlie Chans Geheimnis (Charlie Chans Secret)
- 1936: Die Botschaft an Garcia (A Message to Garcia) – Regie: George Marshall
- 1936: Zeit der Liebe, Zeit des Abschieds (Dodsworth)
- 1936: Die Doppelgänger (Our Relations)
- 1936: Nimm, was du kriegen kannst (Come and Get It)
- 1937: Stella Dallas
- 1938: Die Abenteuer des Marco Polo (The Adventures of Marco Polo)
- 1938: Blockade
- 1939: Ruhelose Liebe (Love Affair)
- 1939: Verrat im Dschungel (The Real Glory) – Regie: Henry Hathaway
- 1940: Meine Lieblingsfrau (My Favorite Wife)
- 1940: Der Auslandskorrespondent (Foreign Correspondent)
- 1940: Das Haus der sieben Sünden (Seven Sinners)
- 1941: Lord Nelsons letzte Liebe (That Hamilton Woman)
- 1941: Die Abenteurerin (The Flame of New Orleans)
- 1941: Die ewige Eva (It Started with Eve)
- 1942: Sein oder Nichtsein (To Be or Not to Be)
- 1942: Der große Wurf (The Pride of the Yankees)
- 1943: Sahara
- 1944: Address Unknown
- 1944: Es tanzt die Göttin (Cover Girl)
- 1945: Tonight and Every Night
- 1945: Over 21
- 1946: Gilda
- 1947: Eine Göttin auf Erden (Down to Earth)
- 1947: Die Lady von Shanghai (The Lady from Shanghai)
- 1948: Ein Pferd namens October (The Return of October)

### Regie
- 1948: The Dark Past
- 1950: Das Brandmal (Branded)
- 1950: Mein Glück in deine Hände (No Sad Songs for Me)
- 1950: Menschen ohne Seele (Union Station)
- 1950: Opfer der Unterwelt (D.O.A.)
- 1951: Die Diebe von Marschan (The Prince Who Was a Thief)
- 1951: Der jüngste Tag (When Worlds Collide)
- 1952: Der eiserne Handschuh (The Green Glove)
- 1952: Paula (Paula)
- 1953: Die Welt gehört ihm (The Mississippi Gambler)
- 1953: Mörder ohne Maske (Second Chance)
- 1953: Strandgut (Forbidden)
- 1954: Der eiserne Ritter von Falworth (The Black Shield of Falworth)
- 1955: Rauhe Gesellen (The Violent Men)
- 1955: Am fernen Horizont (The Far Horizons)
- 1955: Vom Teufel verführt (The Rawhide Years)
- 1956: Port Afrika (Port Afrique)
- 1956: Rivalen ohne Gnade (Three Violent People)
- 1959: Serenade einer großen Liebe (For the First Time)
- 1960: Revak – Sklave von Karthago (The Barbarians)
- 1962: Der Löwe von Sparta (The 300 Spartans)
- 1962: Pirat der sieben Meere (Il dominatore dei sette mari)

## Nominierungen
Rudolph Maté wurde im Laufe seiner Hollywood-Karriere in fünf aufeinanderfolgenden Jahren für den Oscar in der Kategorie Beste Kamera nominiert, konnte dabei aber nie einen gewinnen:
- 1941: Der Auslandskorrespondent
- 1942: Lord Nelsons letzte Liebe
- 1943: Der große Wurf
- 1944: Sahara
- 1945: Es tanzt die Göttin